# Automatismus (Handlung)
Als Automatismus (plural: Automatismen) bezeichnet man in der Verhaltensbiologie alle Aktivitäten, die ohne erkennbare willentliche oder äußere Steuerung und Kontrolle vollzogen werden. Dies unterscheidet sie von Reflexen und Instinktverhalten, die zumindest durch äußere Faktoren beeinflusst werden können.
Als Automatismen kann man zum Beispiel Vorgänge bezeichnen, die durch das vegetative Nervensystem gesteuert werden:
- Atmung
- Puls

Automatismen können ferner Bestandteil psychiatrischer Krankheitsbilder sein, wie zum Beispiel persönlichkeitsfremde, krankhafte, spontane Handlungen.

## Automatismen als Kulturtechnik
Als Kulturtechnik im Feld der Medien, der Informationstechnik und der Kultur werden Automatismen wissenschaftlich vom gleichnamigen Graduiertenkolleg der Deutschen Forschungsgemeinschaft (DFG) an der Universität Paderborn interdisziplinär untersucht.